# Молдажанова, Гульжан Талаповна
Гульжан Талаповна Молдажанова (каз. Гүлжан Талапқызы Молдажанова; род. 11 июня 1966) — генеральный директор компании «Базовый элемент» с 2012 по 2018 год. Генеральный директор Корпорации ЕСН с 1 октября 2009 по 2012 год.

## Биография
Родилась в Алма-Ате 11 июня 1966 года.
В 1989 году с отличием окончила физический факультет Казахского государственного университета им. С. М. Кирова. В 1991—1994 годах училась в аспирантуре Московского государственного университета имени Ломоносова, защитила кандидатскую диссертацию в 1993 году. В 1998 году окончила факультет международных экономических отношений Финансовой академии при Правительстве Российской Федерации. В 2001 г. окончила Школу бизнеса Антверпенского университета и Института бизнеса и делового администрирования Российской академии народного хозяйства и государственной службы при Правительстве РФ (Executive MBA, диплом с отличием).
В 1989—1991 — занималась исследованиями в области физики твердого тела в Казахском государственном университете. В 1993—1994 — научный сотрудник Московского государственного университета.
В 1995 году пришла на должность секретаря в компанию «Алюминпродукт», созданную Oлегом Владимировичем Дерипаской. В период с 1995 по 1999 год занимала разные позиции — бухгалтера, финансового менеджера, коммерческого директора компании «Сибирский алюминий».
С 2000 по 2004 годы — директор по продажам и маркетингу; директор по стратегии и корпоративному развитию компании «Русский алюминий».
В 2004—2009 годы — управляющий директор по алюминиевому бизнесу; первый заместитель генерального директора; генеральный директор компании «Базовый элемент».
С 1 октября 2009 по 2012 год — генеральный директор Корпорации ЕСН, созданной в 1990 году Григорием Берёзкиным.
Постановлением Правительства Республики Казахстан № 785 от 27 мая 2009 года избрана в состав Совета директоров АО «Самрук-Казына» в качестве независимого директора.
В 2012 году вернулась в «Базовый элемент» в качестве председателя наблюдательного совета холдинга. В том же году стала генеральным директором компании. Олег Дерипаска так прокомментировал возвращение Молдажановой в команду:
Мы поставили перед собой амбициозную цель — превратить «Базовый Элемент» в центр создания компетенций и внедрения лучших мировых практик в области управления, производства и социальных инвестиций. Мы также будем использовать все наши конкурентные преимущества для того, чтобы наши ключевые бизнесы в самое ближайшее время вошли в тройку лидеров в своих отраслях. Мы рады возвращению Гульжан Молдажановой в нашу команду и уверены, что её огромный управленческий опыт и знания будут способствовать достижению стоящих перед группой задач.
В 2018 году Молдажанову на посту генерального директора «Базового элемента» сменил Валерий Печёнкин.
В 2008 году, по оценкам американского делового журнала «Forbes», Гульжан Молдажанова заняла 37-е место в списке 100 самых влиятельных женщин мира. В 2011 году была включена в рейтинг «Сто самых влиятельных женщин России», подготовленный радиостанцией «Эхо Москвы», информационными агентствами РИА Новости, «Интерфакс» и журналом «Огонёк».

Родившаяся в Казахстане, Гульжан Молдажанова оказывает существенное влияние на корпоративную стратегию Дерипаски, предполагающую расширение в таких отраслях, как производство автомобильных запчастей, строительство и ядерная энергетика.
Оригинальный текст (англ.) A native of Kazakhstan, Moldazhanova is thought to have substantial influence over Deripaska's corporate strategy, which has included expanding into car parts manufacturing, construction and nuclear power.

## Семья
Разведена, воспитывает дочь 2001 г.р.